# Comisión de la Verdad y Reconciliación (Perú)
La Comisión de la Verdad y Reconciliación (CVR) de Perú funcionó desde el 13 de julio de 2001 hasta el 28 de agosto de 2003. Fue creada por el presidente Valentín Paniagua durante su gobierno de transición para investigar los abusos contra los derechos humanos cometidos durante el conflicto armado interno de Perú entre 1980 y 2000. La CVR respondió a la violencia que se produjo durante las presidencias de Fernando Belaúnde (1980-1985), Alan García (1985-1990) y Alberto Fujimori (1990-2000).
La comisión tenía el mandato de documentar las violaciones de los derechos humanos y las infracciones del derecho internacional humanitario que tuvieron lugar en Perú entre mayo de 1980 y noviembre de 2000. También se le encomendó la tarea de recomendar medidas para promover y fortalecer la protección de los derechos humanos. La CVR informó de aproximadamente 70.000 casos de muertes, asesinatos, torturas, desapariciones, desplazamientos, uso de métodos terroristas y otras violaciones perpetradas por el Estado, Sendero Luminoso y el Movimiento Revolucionario Túpac Amaru. El informe final identificó la responsabilidad tanto institucional como individual, y destacó los factores raciales y culturales que contribuyeron al conflicto.
La CVR ha sido objeto de diversas críticas, entre ellas disputas sobre sus estimaciones de víctimas y el lenguaje y el contenido de su informe final. Los sectores conservadores y de derecha alegaron un sesgo político de izquierda. En 2019, un estudio de Silvio Rendón cuestionó las cifras oficiales, estimando alrededor de 48.000 asesinatos y atribuyendo una mayor responsabilidad por el número de muertos en el conflicto al Estado peruano que a los grupos insurgentes como Sendero Luminoso.  La CVR defendió la metodología utilizada para sus estimaciones. Rendón respondió posteriormente con un nuevo análisis detallado, en el que criticaba a los consultores de la comisión por basar su defensa en un conjunto de datos que anteriormente habían rechazado por considerarlo sesgado.
A pesar de las controversias, la CVR ha sido reconocida por llevar a cabo de manera eficaz un mandato amplio y complejo, y sigue siendo objeto de estudio por parte de otras naciones que participan en procesos de búsqueda de la verdad.

## Historia
Tras la caída del régimen fujimorista en noviembre del año 2000 con la revelación de los vladivideos, las organizaciones de derechos humanos, y otros agentes como el diario El Comercio, presionaron al nuevo gobierno de transición liderado por Valentín Paniagua, para el establecimiento de una comisión de la verdad. En diciembre de 2000, el Gobierno de Transición de Paniagua estableció un grupo de trabajo interinstitucional, integrado por representantes de los Ministerios de Justicia, Defensa, Interior y de Promoción de la Mujer y Desarrollo Humano; la Defensoría del Pueblo, la Conferencia Episcopal Peruana, el Concilio Evangélico y la Coordinadora Nacional de Derechos Humanos. Este grupo tuvo como objetivo explorar un mecanismo de investigación de los hechos producidos durante el terrorismo, una proposición de tareas para el sistema judicial y una política de reparaciones. 
El 7 de junio de 2001, mediante el Decreto Supremo N.º 065-2001-PCM, se creó la Comisión de la Verdad, encargada de esclarecer el proceso, los hechos y responsabilidades de la violencia terrorista y de la violación a los derechos humanos producidos desde mayo de 1980 hasta noviembre de 2000, imputables tanto a las organizaciones terroristas como a los agentes del Estado, así como proponer iniciativas destinadas a afirmar la paz y la concordia entre los peruanos.
En la norma se le dio los siguientes objetivos:
- Analizar las condiciones políticas, sociales y culturales, así como los comportamientos que, desde la sociedad y las instituciones del Estado, contribuyeron a la trágica situación de violencia por la que atravesó el Perú;
- Contribuir al esclarecimiento por los órganos jurisdiccionales respectivos, cuando corresponda, de los crímenes y violaciones de los derechos humanos por obra de las organizaciones terroristas o de algunos agentes del Estado, procurando determinar el paradero y situación de las víctimas, e identificando, en la medida de los posible, las presuntas responsabilidades;
- Elaborar propuestas de reparación y dignificación de las víctimas y de sus familiares;
- Recomendar reformas institucionales, legales, educativas y otras, como garantías de prevención, a fin de que sean procesadas y atendidas por medio de iniciativas legislativas, políticas o administrativas; y,
- Establecer mecanismos de seguimiento de sus recomendaciones.

El 6 de junio se nombró a los miembros de la comisión: Salomón Lerner Febres (presidente) Beatriz Alva Hart, Enrique Bernales, Carlos Iván Degregori, Gastón Garatea Yori, Alberto Morote Sánchez y Carlos Tapia García.
En agosto de 2001 se modificó el nombre a Comisión de la Verdad y Reconciliación.
En septiembre de 2001 se incluyó a 5 nuevos miembros para la comisión: Monseñor José Antúnez de Mayolo Larragán, Sofía Macher Batanero, Luis Arias Graziani, Rolando Ames Cobián y Humberto Lay Sun.